# Liste der Naturdenkmale in Mayen
Die Liste der Naturdenkmale in Mayen nennt die im Gemeindegebiet von Mayen ausgewiesenen Naturdenkmale (Stand 2. Mai 2024).

## Ehemalige Naturdenkmale
| Nr.         | Bezeichnung                    | Lage                                                                                  | Beschreibung                                                                 | Bild                                    |
| ----------- | ------------------------------ | ------------------------------------------------------------------------------------- | ---------------------------------------------------------------------------- | --------------------------------------- |
| ND-7137-383 | Johannesknecht und Dicke Train | nördlich der Stadt; Abteilung Vorn in der Ahl Lage                                    | zwei Basaltformationen; Rechtsverordnung 2006 für den Basaltabbau aufgehoben | Direkt Bild zu diesem Denkmal hochladen |
|             | Zwei Schirmlärchen             | Mayen, Boemundring Lage                                                               | Larix decidua, zwei Bäume; Rechtsverordnung aufgehoben                       | Direkt Bild zu diesem Denkmal hochladen |
|             | Wacholderhorst                 | Mayen, nordwestlich der Stadt im Mayener Hinterwald; Abteilung Blumenrather Heid Lage | Wacholderheide; flächenhaftes Naturdenkmal; Rechtsverordnung aufgehoben      | Direkt Bild zu diesem Denkmal hochladen |
|             | Zwei Pappeln                   | Allenz, südöstlich des Ortes Lage                                                     | Populus sp., zwei Bäume; Rechtsverordnung aufgehoben                         | Direkt Bild zu diesem Denkmal hochladen |